# 烏盧尤爾河
烏盧尤爾河是俄羅斯的河流，屬於丘雷姆河的右支流，由托木斯克州負責管轄，河道全長411公里，流域面積8,450平方公里，河水主要來自融雪，每年十月至翌年五月結冰。